# Stav nebezpečí
Stav nebezpečí je nejnižším z krizových stavů, který mohou orgány České republiky vyhlásit v reakci na mimořádnou událost; závažnějšími krizovými stavy jsou nouzový stav, stav ohrožení státu a válečný stav. 
Stav nebezpečí se vyhlašuje v případě, jsou-li ohroženy životy, zdraví, majetek anebo životní prostředí, pokud nedosahuje intenzita ohrožení značného rozsahu (není nutno vyhlásit závažnější krizový stav) a není možné odvrátit ohrožení běžnou činností správních úřadů, orgánů krajů a obcí, složek integrovaného záchranného systému nebo subjektů kritické infrastruktury.
Stav nebezpečí vyhlašují hejtmani příslušných krajů, v případě Prahy její primátor. Rozhodnutí o stavu nebezpečí se vyhlašuje ve Věstníku právních předpisů kraje a zveřejňuje se jak na úředních deskách dotčených krajů a obcí, tak prostřednictvím hromadných informačních prostředků. Musí být uvedeny důvody, území, pro něž je stav vyhlášen (celé území kraje nebo jeho část), krizová opatření a jejich rozsah. Vyhlašuje se jen na nezbytně nutnou dobu o délce maximálně 30 dnů, nad tuto délku jej lze prodloužit jen se souhlasem vlády. Není-li možné odvrátit vzniklé ohrožení v rámci stavu nebezpečí, hejtman neprodleně požádá vládu o vyhlášení nouzového stavu.

## Pravomoci při stavu nebezpečí
Hejtman či v případě Prahy její primátor je za stavu nebezpečí podle § 14 krizového zákona oprávněn:
- rozhodnout o ukládání pracovní výpomoci nebo povinnosti poskytnout věcné prostředky k řešení krizové situace,
- nařídit bezodkladné  provádění staveb, stavebních prací, terénních úprav nebo odstraňování staveb za účelem zmírnění nebo odvrácení ohrožení,
- nařídit hlášení přechodné změny pobytu osob,
- nařídit vykonávání péče o děti a mládež, pokud tuto péči nemohou v krizové situaci vykonávat rodiče nebo jiný zákonný zástupce,
- zajistit přednostní zásobování dětských a zdravotnických zařízení a ozbrojených bezpečnostních a hasičských záchranných sborů,
- zabezpečit náhradní způsob rozhodování o dávkách sociálního zabezpečení (péče) a jejich výplatě,
- nařídit evakuaci obyvatelstva,
- zákázat vstup, pobyt a pohyb osob na vymezeném místě nebo území.

V minulosti mohl také nařídit použití občanů povinných civilní službou k realizaci krizových opatření.